# Hilemorfisme
L'hilemorfisme (del grec ὕλη, 'matèria', μορφή, 'forma', i el sufix -isme) és una teoria filosòfica ideada per Aristòtil i seguida per la majoria dels escolàstics, segons la qual tota substància està constituïda per dos principis essencials, que són la matèria i la forma.
La forma és superior a la matèria, ja que és el que determina què acaba sent aquell ésser, mentre que la matèria limita les possibilitats d'existència (no totes les matèries admeten totes les formes, per exemple no es pot fer una taula d'aigua). Per això, la matèria és potència i la forma, acte (realització efectiva).
Aplicat l'hilemorfisme a l'ésser humà, la matèria seria el cos i la forma, l'ànima.